# Mitrofani
Mitrofani est une commune roumaine située dans le județ de Vâlcea.